# 百勤油服
百勤油田服務有限公司，簡稱百勤油田服務，以及百勤油服（英語：Petro-king Oilfield Services Limited，港交所：2178），於2002年由王金龍（董事長）和周曉君創立「百勤石油技术有限公司」，而前身為「添利百勤油田服務（英屬維爾京群島）有限公司」和「添利百勤油田服務有限公司」。業務在國內和全球經營技术咨询、项目管理、钻井、完井、增产、采油、地面设备和油田检测设备。
股份則在2013年3月6日於港交所主板上市，根據資料，添利工業和TCL聯營公司分拆上市，招股價為3.39港元，全球發售為2.5億股，全數集資7.55億港元，以及認購29億港元。

## 連結
- petro-king.cn （页面存档备份，存于）